# Aspilota subcompressa
Aspilota subcompressa är en stekelart som först beskrevs av William Harris Ashmead 1889.  Aspilota subcompressa ingår i släktet Aspilota och familjen bracksteklar. Inga underarter finns listade.